# Mirs dockningsmodul

Mirs dockningsmodul (ryska: стыковочный отсек) var den ryska rymdstationens Mirs dockningsmodul för de amerikanska rymdfärjorna. Den sköts upp med den amerikanska rymdfärjan Atlantis under uppdrag STS-74 den 12 november 1995 och dockades med stationen den 15 november.
Under uppskjutningen och dockningen med rymdstationen var två lådor monterade på sidorna av modulen. Lådorna innehöll solpaneler som efter dockningen flyttades till andra platser på stationen.
Modulens huvudsyfte var att möjliggöra dockningar mellan rymdfärjor och stationen utan att kristallmodulen skulle behöva flyttas inför varje dockning och solpaneler dras ihop.

## Konstruktion
Modulen består i grunden av två modifierade och sammanfogade Sojuz omloppsmoduler, med varsin APAS-95 dockningsport.

## Anslutningar
Dockningsmodulen hade två dockningsportar.
- För: Dockningsport för rymdfärjor.
- Akter: Anslutning till Kristall.

## Uppskjutning
Modulen sköts upp med den amerikanska rymdfärjan Atlantis under uppdrag STS-74 den 12 november 1995. Den 14 november dockades modulen med rymdfärjans dockningsport med hjälp av Canadarm. Dagen efter dockade man med Mirs kristallmodul.

## Öde
Dockningsmodulen och övriga delar av Mir brann upp den 23 mars 2001 då stationen avsiktligt återinträdde i jordens atmosfär. Rester av den slog ner i Stilla havet öster om Nya Zeeland.

## APAS-95
Modulens dockningsportar var av typen APAS-95. De hade stora likheter med APAS-75 som användes under ASTP i juli 1975.

## Dockningar
|  | Farkost            | Port  | Dockning (UTC)             | Urdockning (UTC)           |
|  | ------------------ | ----- | -------------------------- | -------------------------- |
|  | Atlantis (STS-74)  | För   | 14 november 1995 07:17     | 18 november 1995 08:15:44  |
|  | Kristall           | Akter | 15 november 1995           |                            |
|  | Atlantis (STS-76)  | För   | 24 mars 1996 02:34:05      | 29 mars 1996 01:08:03      |
|  | Atlantis (STS-79)  | För   | 19 september 1996 03:13:18 | 24 september 1996 01:31:34 |
|  | Atlantis (STS-81)  | För   | 15 januari 1997 03:54:49   | 20 januari 1997 02:15:44   |
|  | Atlantis (STS-84)  | För   | 17 maj 1997 02:33:20       | 22 maj 1997 01:03:56       |
|  | Atlantis (STS-86)  | För   | 27 september 1997 19:58    | 3 oktober 1997 17:28:15    |
|  | Endeavour (STS-89) | För   | 24 januari 1998 20:14:15   | 29 januari 1998 16:56      |
|  | Discovery (STS-91) | För   | 4 juni 1998 16:58          | 8 juni 1998 16:01          |